# ريكاردو زولواغا
ريكاردو زولواغا (بالإسبانية: Ricardo Zuloaga) هو شخصية أعمال فنزويلي، ولد في 22 سبتمبر 1867 في كاراكاس في فنزويلا، وتوفي بنفس المكان في 15 ديسمبر 1932.